# Crescent Spire
Crescent Spire är ett berg i Kanada.   Det ligger i provinsen British Columbia, i den södra delen av landet, 3 100 km väster om huvudstaden Ottawa. Toppen på Crescent Spire är 2 640 meter över havet.
Terrängen runt Crescent Spire är huvudsakligen bergig, men den allra närmaste omgivningen är kuperad.Trakten runt Crescent Spire är nära nog obefolkad, med mindre än två invånare per kvadratkilometer.. Det finns inga samhällen i närheten. 
Trakten runt Crescent Spire består i huvudsak av gräsmarker.